# För barnens bästa

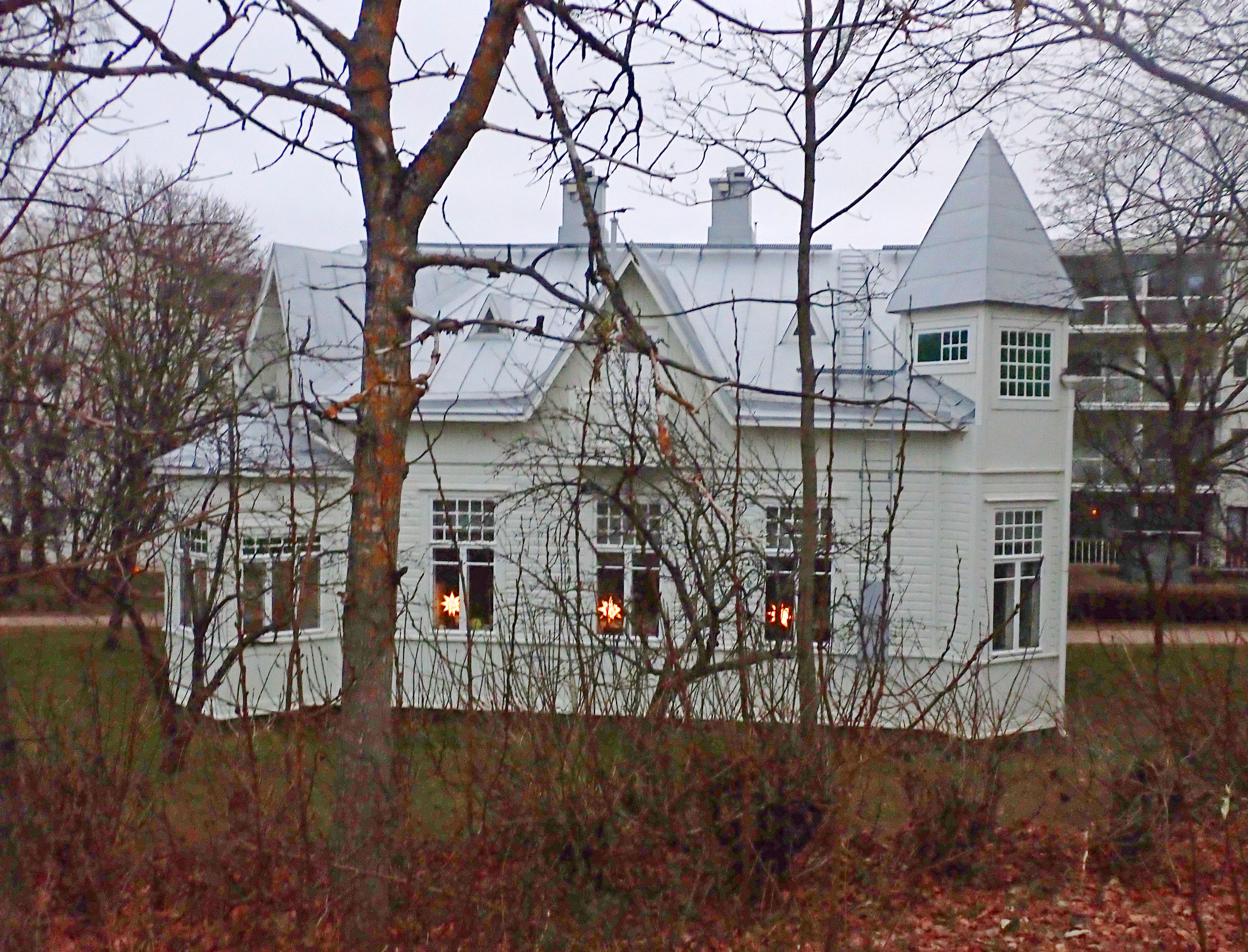
Parasta Lapsilles kontor i Nedre Malm.

För barnens bästa (finska: Parasta Lapsille) är en finländsk organisation som verkar för barns, ungas och barnfamiljers välmåga. 
Föreningen, som grundades 1945 och har sitt säte i Helsingfors, bedriver även utbildnings- och kulturverksamhet samt arrangerar läger. Föreningen äger semesteranläggningar i bland annat Åbo och Jakobstad och erbjuder semestertjänster för barn och föräldrar. Föreningen har omkring 1 000 medlemmar (2004).